# Nieuwpoort
Nieuwpoort é uma cidade costeira da província de Flandres Ocidental, na Bélgica.
Esta cidade da Flandres conta com cerca de 10.000 habitantes e corresponde a uma àrea de 31 km².
O seu estatuto de cidade foi-lhe conferido pelo Conde Filipe da Flandres em 1163.